# Henricia simplex
Henricia simplex is een zeester uit de familie Echinasteridae.
De wetenschappelijke naam van de soort werd in 1889 gepubliceerd door Percy Sladen.